# Sé titular de Aradi
A Diocese de Aradi ( em latim: Dioecesis Araditana ) é uma sé suprimida e sé titular da Igreja Católica.

## História
Aradi, talvez conhecida com Henchir-Bou-Arada localiza-se na atual Tunísia e é uma antiga sé episcopal da antiga província romana da África Proconsularis, sufragânea da arquidiocese de Cartago .
Apenas são conhecidos dois bispos desta antiga diocese. Entre os prelados católicos convocados a Cartago pelo rei vândalo Hunerico em 484 estava o bispo Fortunato, que foi exilado na Córsega . Emiliano participou do Concílio de Cartago em 525 .
Desde 1933, Aradi está listada das sedes episcopais titulares da Igreja Católica e a partir de 10 de dezembro de 2024 o bispo titular é Rui Augusto Jardim Gouveia, bispo auxiliar de Lisboa .

## Cronologia

### Bispos
- Fortunácio † (mencionado em 484 )
- Emiliano † (mencionado em 525 )

### Bispos Titulares
- Bryan Joseph McEntegart † (19 de agosto de 1953 – 16 de abril de 1957 nomeado Bispo de Brooklyn )
- Johannes Vonderach † (31 de outubro de 1957 – 18 de janeiro de 1962 sucedeu ao bispo de Chur )
- Eduard Schick † (14 de abril de 1962 – 18 de dezembro de 1974 nomeado Bispo de Fulda )
- Bernard Francis Pappin † (29 de janeiro de 1975 - 27 de agosto de 1998 morreu)
- Annetto Depasquale † (16 de novembro de 1998 - 29 de novembro de 2011 falecido)
- Wayne Joseph Kirkpatrick (18 de maio de 2012 – 18 de dezembro de 2019 nomeado Bispo de Antigonish )
- Francisco Daniel Rivera Sánchez, M.Sp. S. † (25 de janeiro de 2020 - 18 de janeiro de 2021 falecido)
- Germán Medina Acosta (11 de junho de 2021 - 29 de junho de 2024 nomeado Bispo de Engativá )
- Rui Augusto Jardim Gouveia, a partir de 10 de dezembro de 2024

## Links externos
- Cheney, David M. «{{{1}}}» (em inglês). Catholic-Hierarchy.org
- (em inglês) La diocesi nel sito di www.gcatholic.org